# Halden reactor
Halden reactor (Halden Boiling Water Reactor (HBWR)) is een onderzoeksreactor in Halden.
De reactor wordt beheerd door het Instituut voor Energietechniek. Het bijbehorende Halden Project is gericht op onderzoek naar veiligheid van splijtbrandstof. Nederlands sloot zich in december 2016 als 20ste land bij het project aan. Op 24 oktober 2016 was er een kleine lekkage van radioactief jodium. De reactor is van het type kokendwaterreactor (BWR) en was de eerste ter wereld van dit type. Kenmerkend is de 70 cm dikke vlakke top deksel.
| Reactorblok    | Reactortype | Vermogen | Begin bouw | Inbedrijfname | Stillegging |
| -------------- | ----------- | -------- | ---------- | ------------- | ----------- |
| Halden reactor | BWR         | 20 MW    | 1955       | 1958          |             |